# .gt
.gt је највиши Интернет домен државних кодова (ccTLD) за Гватемалу.